# 新沃兹内森卡 (扎波罗热州)
48°0′47″N 34°52′24″E / 48.01306°N 34.87333°E
新沃茲內森卡（烏克蘭語：Нововознесенка）是位於烏克蘭東南部的村莊，由扎波羅熱州扎波羅熱区的希羅凱市鎮負責管轄。該村始建於1928年，面積4.9平方公里，海拔高度122米，2001年人口41，人口密度每平方公里8.37人。